# ميشائيل كارفيل
ميشائيل كارفيل (بالإنجليزية: Michael Carvill)‏ (3 أبريل 1988 ببلفاست في المملكة المتحدة - ) هو لاعب كرة قدم أيرلندي شمالي في مركز الهجوم. شارك مع منتخب أيرلندا الشمالية تحت 21 سنة لكرة القدم. أما مع النوادي، فقد لعب مع تشارلتون أثلتيك ونادي ريكسهام ونادي كروسيدرز ونادي لينفيلد.

## وصلات خارجية
- ميشائيل كارفيل على موقع قاعدة بيانات كرة القدم.إي يو (الإنجليزية)
- ميشائيل كارفيل على موقع Soccerbase.com (لاعب) (الإنجليزية)
- ميشائيل كارفيل على موقع Soccerway.com (الإنجليزية)